# Louis-Jeantet-Stiftung
Die Louis-Jeantet-Stiftung (französisch Fondation Louis-Jeantet) ist eine Schweizer Stiftung in Genf, die biomedizinische Forschung unterstützt.
Sie wurde im November 1982 mit dem Vermächtnis von Louis Jeantet gegründet. Die Stiftung vergibt jedes Jahr ein bis drei Louis-Jeantet-Preise. Sie unterstützt auch die biomedizinische Forschung und Lehre in der Schweiz, insbesondere an der Medizinischen Fakultät der Universität Genf, mit etwa jährlich 2 Millionen CHF für Stiftungsprofessuren, Stipendien und Forschungsgeldern.
Dem Stiftungsrat gehören ex officio der Genfer Gesundheitsminister, der Präsident der Genfer Cours de Justice (oberstes kantonales Appellationsgericht für zivilrechtliche Streitigkeiten) und der Dekan der Medizinfakultät der Universität Genf bei. Das Wissenschaftliche Komitee, in dem 13 Europäische Forschungsgesellschaften und Forschungsinstitute vertreten sind, bildet jedes Jahr die Jury für den Louis-Jeantet-Preis.
Die Administration ist in einer 1904 gebauten Villa im Viertel Rieu untergebracht. In diesem denkmalgeschützten Neo-Renaissance Gebäude
501670 / 116485
befinden sich auch Seminar- und Empfangsräume, und unter einem benachbarten Hochhaus ein Auditorium.

## Stifter
Louis Jeantet (* 4. August 1897 in Paris; † 13. Dezember 1981 in Genf) war ein französischer Geschäftsmann. Nach dem Ersten Weltkrieg handelte er mit Autos und Autoreifen (Generalvertreter von Firestone für Europa). In den 1930er Jahren arbeitete er im Finanzwesen. 1936 zog er nach Genf um und widmete sich bald danach nur noch seinem Privatleben und der Verwaltung seines Vermögens. Er starb kinderlos 1981 an den Folgen einer Krebskrankheit. Vor seinem Tod organisierte er mit sechs Vertrauensmännern die Stiftung, die nach seinem Tod mit seinem Nachlass gegründet wurde.

## Louis-Jeantet-Preis
Der Louis-Jeantet-Preis für Medizin (franz. Prix Louis-Jeantet de médecine) wird seit 1986 jährlich an Forscher vergeben, die aktiv sind in biomedizinischer Forschung, die mehr oder weniger unmittelbare praktische Anwendung für die Bekämpfung der Krankheiten, an denen die Menschheit leidet, hat, sowie in Grundlagenforschung im medizinischen Bereich. Jedes Jahr werden zwischen einen und drei Preise verteilt. Jeder Preis besteht aus einem Forschungsstipendium von 450'000 CHF und einen persönlichen Beitrag von 50'000 CHF (Stand 2020). Die Preisträger müssen in einem Mitgliedsland des Europarats tätig sein.
Es gibt auch einen Louis-Jeantet-Preis für Nachwuchswissenschaftler.
Von den 98 Preisträgern haben neun später einen Nobelpreis für Physiologie oder Medizin und fünf einen Nobelpreis für Chemie erhalten (Stand Oktober 2022). Seit 1986 wurden die Preise an folgende Personen vergeben:
- 1986: Michael Berridge, Désiré Collen, Luc Montagnier
- 1987: Sydney Brenner, Walter Gehring, Dominique Stehelin
- 1988: Bert Sakmann, John J. Skehel, Rolf Zinkernagel
- 1989: Roberto J. Poljak, Walter Schaffner, Greg Winter
- 1990: Nicole Le Douarin, Gottfried Schatz, Harald von Boehmer
- 1991: Pierre Chambon, Frank G. Grosveld, Hugh R. B. Pelham
- 1992: Paul Nurse, Christiane Nüsslein-Volhard, Alain Townsend
- 1993: Jean-Pierre Changeux, Richard Henderson, Kurt Wüthrich
- 1994: Thierry Boon, Jan Holmgren, Philippe J. Sansonetti
- 1995: Dirk Bootsma und Jan H.J. Hoeijmakers, Peter N. Goodfellow und Robin H. Lovell-Badge, Peter Gruss
- 1996: Björn Dahlbäck, Ulrich K. Laemmli, Nigel Unwin
- 1997: Philip Cohen, Kim Nasmyth, Richard Peto
- 1998: Denis Duboule, Walter Keller, Ronald A. Laskey
- 1999: Adrian Peter Bird, Herbert Jäckle, Jean-Louis Mandel
- 2000: Konrad Basler, Thomas Jentsch, Ueli Schibler
- 2001: Alain Fischer, Iain W. Mattaj, Alfred Wittinghofer
- 2002: Timothy J. Richmond, Richard Treisman, Karl Tryggvason
- 2003: Wolfgang Baumeister, Riitta Hari, Nikos Logothetis
- 2004: Hans Clevers, Alec John Jeffreys
- 2005: Alan Hall, Svante Pääbo
- 2006: Kari Alitalo, Christine Petit
- 2007: Venkatraman Ramakrishnan, Stephen C. West
- 2008: Pascale Cossart, Jürg Tschopp
- 2009: Michael N. Hall, Peter J. Ratcliffe
- 2010: Michel Haïssaguerre, Austin Smith
- 2011: Stefan Jentsch, Edvard Moser, May-Britt Moser
- 2012: Matthias Mann, Fiona Powrie
- 2013: Michael Stratton, Peter Hegemann, Georg Nagel
- 2014: Elena Conti, Denis Le Bihan
- 2015: Emmanuelle Charpentier, Rudolf Zechner
- 2016: Andrea Ballabio, John Diffley
- 2017: Silvia Arber, Caetano Reis e Sousa
- 2018: Christer Betsholtz, Antonio Lanzavecchia
- 2019: Luigi Naldini, Botond Roska
- 2020: Erin Schuman, Graziella Pellegrini, Michele De Luca
- 2021: Patrick Cramer, Jérôme Galon, Ton N. Schumacher
- 2022: Carol Robinson, Uğur Şahin, Özlem Türeci, Katalin Karikó
- 2023: Dario Alessi, Ivan Đikić, Brenda Schulman
- 2024: Dirk Görlich, Charles Swanton
- 2025: Veit Hornung, Gilles Laurent